# Südostdeutsche Fußballmeisterschaft 1907/08

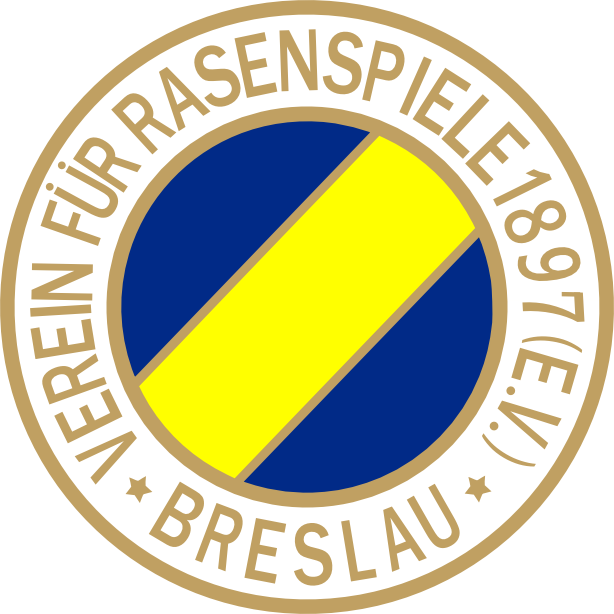
VfR 1897 Breslau – Südostdeutscher Meister

Die südostdeutsche Fußballmeisterschaft 1907/08 war die zweite Austragung der südostdeutschen Fußballmeisterschaft des Südostdeutschen Fußball-Verbandes (SOFV). Die Meisterschaft gewann der VfR 1897 Breslau durch einen 5:2-Erfolg über den FC Preußen 05 Kattowitz im Endspiel. Durch den Gewinn der Verbandsmeisterschaft qualifizierten sich die Breslauer für die deutsche Fußballmeisterschaft 1907/08, bei der der Verein im Viertelfinale gegen Wacker Leipzig mit 1:3 verlor und aus dem Wettbewerb ausschied.

## Modus
Die Fußballmeisterschaft wurde in diesem Jahr erneut in vier regionalen 1. Bezirksklassen ausgespielt, deren Sieger für die Endrunde qualifiziert waren. Unter den 1. Klassen waren die 2. Klassen angeordnet.
| Bezirk          | Bezirksmeister          |
| --------------- | ----------------------- |
| Breslau         | VfR 1897 Breslau        |
| Niederlausitz   | FV Brandenburg Cottbus  |
| Oberschlesien   | FC Preußen 05 Kattowitz |
| Niederschlesien | ATV Liegnitz            |

## Bezirksklasse I Breslau
| Pl. | Verein                        | Sp. | S  | U | N  | Tore    | Quote | Punkte |
| --- | ----------------------------- | --- | -- | - | -- | ------- | ----- | ------ |
| 1.  | VfR 1897 Breslau              | 12  | 10 | 0 | 2  | 039:140 | 2,79  | 20:40  |
| 2.  | SC Schlesien Breslau (M)(SOM) | 12  | 7  | 2 | 3  | 035:120 | 2,92  | 16:80  |
| 3.  | FC Breslau 98                 | 12  | 6  | 2 | 4  | 027:240 | 1,13  | 14:10  |
| 4.  | ATV Breslau                   | 12  | 6  | 1 | 5  | 031:220 | 1,41  | 13:11  |
| 5.  | SC Preußen Breslau            | 12  | 5  | 0 | 7  | 011:190 | 0,58  | 10:14  |
| 6.  | SC Germania Breslau           | 12  | 5  | 0 | 7  | 029:410 | 0,71  | 10:14  |
| 7.  | SV Corso Breslau (N)          | 12  | 0  | 1 | 11 | 006:460 | 0,13  | 01:23  |

| (SOM) | Südostdeutscher Titelverteidiger |
| (M)   | Titelverteidiger Bezirk          |
| (N)   | Aufsteiger aus der 2. Klasse     |

Aufsteiger zur Saison 1908/09: FC Hertha Breslau

## Bezirksklasse II Niederlausitz
Die Meisterschaft war zum Meldetermin noch nicht beendet, der Bezirk meldete daraufhin den zu dem Zeitpunkt führenden Verein Alemannia Cottbus zur Endrunde. Klassensieger wurde in einem Entscheidungsspiel später jedoch Brandenburg Cottbus. Durch diese Streitigkeiten innerhalb des Bezirks nahm im Endeffekt kein Verein aus der Niederlausitz an der südostdeutschen Endrunde teil.

### 1. Klasse
| Pl. | Verein                     | Sp. | S | U | N | Tore    | Quote | Punkte |
| --- | -------------------------- | --- | - | - | - | ------- | ----- | ------ |
| 1.  | FV Brandenburg Cottbus     | 10  | 7 | 0 | 3 | 032:140 | 2,29  | 14:60  |
| 2.  | SC Alemannia Cottbus       | 10  | 6 | 2 | 2 | 027:190 | 1,42  | 14:60  |
| 3.  | TuFC Britannia Cottbus (M) | 10  | 5 | 3 | 2 | 027:110 | 2,45  | 13:70  |
| 4.  | SC Viktoria Cottbus (N)    | 10  | 5 | 2 | 3 | 014:120 | 1,17  | 12:80  |
| 5.  | FC Viktoria Forst          | 10  | 2 | 0 | 8 | 011:290 | 0,38  | 04:16  |
| 6.  | FC Askania Forst           | 10  | 1 | 1 | 8 | 013:390 | 0,33  | 03:17  |

| (M) | Titelverteidiger Bezirk      |
| (N) | Aufsteiger aus der 2. Klasse |

Entscheidungsspiel um Platz 1:
| Datum         |                                                   | Ergebnis |                                                    | Ort                     |
| ------------- | ------------------------------------------------- | -------- | -------------------------------------------------- | ----------------------- |
| 19. Juli 1908 | SC Alemannia Cottbus (Zweitplatzierter 1. Klasse) | N/A a    | FV Brandenburg Cottbus (Erstplatzierter 1. Klasse) | Victoria-Platz, Cottbus |

### 2. Klasse
| Pl. | Verein                | Sp. | S | U | N | Tore    | Quote | Punkte |
| --- | --------------------- | --- | - | - | - | ------- | ----- | ------ |
| 1.  | FC Deutschland Forst  | 8   | 6 | 1 | 1 | 018:100 | 1,80  | 13:30  |
| 2.  | SC Preußen Cottbus    | 8   | 6 | 1 | 1 | 011:130 | 0,85  | 13:30  |
| 3.  | FC Hohenzollern Forst | 8   | 5 | 0 | 3 | 024:110 | 2,18  | 10:60  |
| 4.  | FC Amicitia Forst     | 8   | 1 | 0 | 7 | 010:170 | 0,59  | 02:14  |
| 5.  | SC Union Cottbus      | 8   | 1 | 0 | 7 | 006:180 | 0,33  | 02:14  |

### Relegationsspiel
|                                               | Ergebnis |                                         | Ort                   |
| --------------------------------------------- | -------- | --------------------------------------- | --------------------- |
| FC Askania Forst (Letztplatzierter 1. Klasse) | N/A b    | FC Deutschland Forst (Sieger 2. Klasse) | Viktoria-Platz, Forst |

## Bezirksklasse III Oberschlesien
| Pl. | Verein                      | Sp. | S  | U | N | Tore    | Quote | Punkte |
| --- | --------------------------- | --- | -- | - | - | ------- | ----- | ------ |
| 1.  | FC Preußen 05 Kattowitz (M) | 10  | 10 | 0 | 0 | 083:800 | 10,38 | 20:0   |
| 2.  | SC Germania Kattowitz       | 10  | 7  | 1 | 2 | 047:170 | 2,76  | 15:50  |
| 3.  | SC Diana Kattowitz          | 10  | 5  | 1 | 4 | 049:340 | 1,44  | 11:90  |
| 4.  | FC Ratibor 03               | 10  | 4  | 0 | 6 | 017:390 | 0,44  | 08:12  |
| 5.  | FC Preußen Ratibor (N)      | 10  | 1  | 0 | 9 | 007:540 | 0,13  | 02:18  |
| 6.  | Borussia Myslowitz (N)      | 10  | 1  | 0 | 9 | 014:650 | 0,22  | 02:18  |

| (M) | Titelverteidiger Bezirk |
| (N) | Neuling                 |

## Bezirksklasse IV Niederschlesien
| Pl. | Verein                  | Sp. | S | U | N | Tore    | Quote | Punkte |
| --- | ----------------------- | --- | - | - | - | ------- | ----- | ------ |
| 1.  | ATV Liegnitz (M)        | 4   | 4 | 0 | 0 | 030:000 | ∞     | 08:0   |
| 2.  | FC Blitz 03 Liegnitz    | 4   | 1 | 0 | 3 | 002:160 | 0,13  | 02:60  |
| 3.  | FC Viktoria 06 Liegnitz | 4   | 1 | 0 | 3 | 001:170 | 0,06  | 02:60  |
| 4.  | FC 1904 Freiburg c (N)  | 0   | 0 | 0 | 0 | 000:000 | 1,00  | 0:0    |
| 5.  | SC Germania Liegnitz d  | 0   | 0 | 0 | 0 | 000:000 | 1,00  | 0:0    |

| (M) | Titelverteidiger Bezirk |

## Endrunde
Die Endrunde um die südostdeutsche Fußballmeisterschaft wurde in dieser Saison erneut im K.-o.-System ausgetragen. Qualifiziert waren die Sieger der einzelnen Bezirksklassen. Mit dem Sieg über den FC Preußen Kattowitz konnten sich die Breslauer als Südostdeutscher Meister für die deutsche Fußballmeisterschaft 1907/08 qualifizieren.

### Halbfinale
| Datum         |                         | Ergebnis |                         |
| ------------- | ----------------------- | -------- | ----------------------- |
| 29. März 1908 | FC Preußen 05 Kattowitz | 3:1      | ATV Liegnitz            |
| 29. März 1908 | VfR 1897 Breslau        | -:- e    | Vertreter Niederlausitz |

### Finale
| Datum          |                  | Ergebnis |                         |
| -------------- | ---------------- | -------- | ----------------------- |
| 17. April 1908 | VfR 1897 Breslau | 5:2      | FC Preußen 05 Kattowitz |

## Quelle
- Udo Luy: Fußball in Süd-Ostdeutschland (Schlesien)  1893 – 1914., Kleinrinderfeld 2017
- Deutscher Sportclub für Fußball-Statistiken: Fußball in Schlesien 1900/01 – 1932/33, Herausgeber: DSfFS e. V., Berlin 2007.